# المدينة الرقمية
المدينة الرقمية هي بيئة حاضنة متعددة الاستخدامات تقع في وسط الرياض، توفر بنية تحتية من مساحات تجارية وسكنية ومتاجر وخدمات تقنية لعدة شركات تقنية. تم تصميمها لتحفيز اقتصاد قائم على المعرفة التقنية. كان المشروع من بنات أفكار المؤسسة العامة للتقاعد السعودية وتم الإعلان عنه في عام 2005 كأول مدينة ذكية في المملكة العربية السعودية، افتتحت في عام 2017، وتغطي مساحة 470 فدانًا، بما في ذلك مساحات مكتبية تستأجرها شركات تكنولوجيا عالمية والعديد من المنشئات الحكومية. كما يستضيف المجمع العديد من منافذ البيع بالتجزئة والمناطق السكنية والضيافة.